# کریستیانا رئالی
کریستیانا رئالی (فرانسوی: Cristiana Reali‎؛ زادهٔ ۱۶ مارس ۱۹۶۵) یک هنرپیشه اهل برزیل است.
از فیلم‌ها یا برنامه‌های تلویزیونی که وی در آنها نقش داشته است می‌توان به مردی و سگش و کمپینگ ۳ اشاره کرد.